# Polski Gradets
Polski Gradets (bulgariska: Полски Градец) är ett distrikt i Bulgarien.   Det ligger i kommunen Obsjtina Radnevo och regionen Stara Zagora, i den centrala delen av landet, 240 km öster om huvudstaden Sofia.
Trakten runt Polski Gradets består till största delen av jordbruksmark. Runt Polski Gradets är det ganska glesbefolkat, med 31 invånare per kvadratkilometer.